# بلشویسم ملی

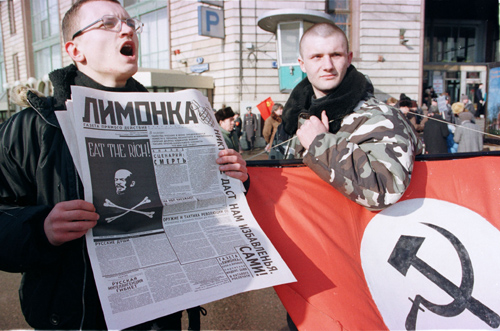
اعضای حزب ملی بلشویک روسیه در سال ۲۰۰۶

پرچم حزب بلشویک ملی

بلشویسم ملی (روسی: Национал-большевизм، آلمانی: Nationalbolschewismus)، که حامیان آن به عنوان بلشویک‌های ملی شناخته می‌شوند (روسی: Национал-большевики) یا NazBols (روسی: Нацболы)، یک جنبش سیاسی رادیکال است که ترکیبی از ناسیونالیسم افراطی و کمونیسم است.
ارنست نیکیش (۱۸۸۹–۱۹۶۷)، هاینریش لاوفنبرگ (۱۸۷۲–۱۹۳۲) و کارل اتو پایتل (۱۹۰۶–۱۹۷۵) از طرفداران تاریخی مهم بلشویسم ملی در آلمان بودند. در روسیه، نیکولای اوستریالف (۱۸۹۰–۱۹۳۷) و پیروانش، اسمنووخوسی، از این اصطلاح استفاده کردند.
الکساندر دوگین و ادوارد لیمونوف، طرفداران برجسته مدرن جنبش، که رهبری حزب ملی بلشویک (NBP) ثبت نشده و ممنوع در فدراسیون روسیه را بر عهده داشتند.

## بلشویسم ملی آلمان

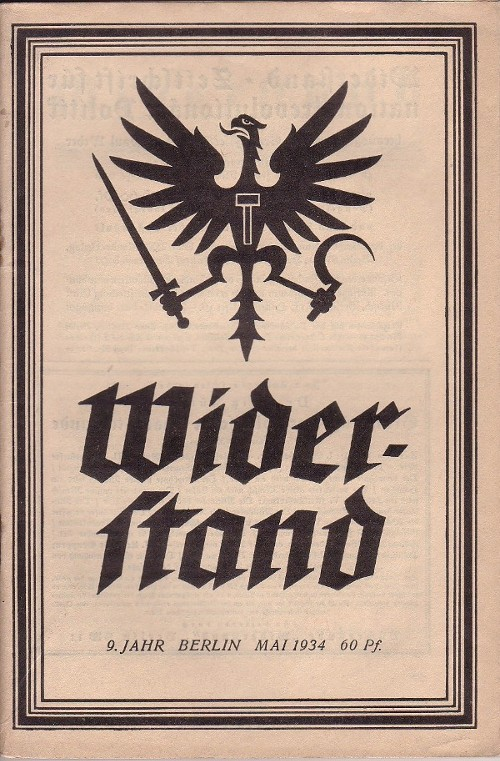
ارنست Niekisch را Widerstand مجله‌های نماد عقاب بلشویک ملی اصلی

بلشویسم ملی به عنوان یک اصطلاح ابتدا برای توصیف جریانی در حزب کمونیست آلمان (KPD) و سپس حزب کارگران کمونیست آلمان (KAPD) که می‌خواست از جنبش کمونیستی شورشی با گروه‌های ناسیونالیست مخالف در ارتش آلمان متحد شود، استفاده کرد. پیمان ورسای را رد کرد. آنها توسط هاینریش لاوفنبرگ و فریتز ولفهایم رهبری می‌شدند و در هامبورگ مستقر بودند. اخراج آنها از حزب کمونیست آلمان یکی از شرایطی بود که کارل رادک توضیح داد در صورت استقبال از حزب کمونیست در سومین کنگره بین‌الملل سوم ضروری بود. با این حال، احتمالاً خواستار خروج آنها از حزب کمونیست آلمان به هر حال اتفاق افتاده‌است. رادک این زوج را به عنوان بلشویک‌های ملی رد کرد، اولین استفاده از این اصطلاح در زمینه آلمانی.
رادک متعاقباً از برخی ملی‌گرابان رادیکالی که در زندان ملاقات کرده بود خواست تا با بلشویک‌ها به نام بلشویسم ملی متحد شوند. او در احیای بلشویسم ملی راهی برای «حذف انزوای سرمایه‌داری» اتحاد جماهیر شوروی دید.
در طول دهه ۱۹۲۰، تعدادی از روشنفکران آلمانی گفتگویی را آغاز کردند که ترکیبی بین ناسیونالیسم رادیکال (که معمولاً به پروسیسم اشاره می‌کرد) و بلشویسم در اتحاد جماهیر شوروی وجود داشت. شخصیت اصلی ارنست نیکیش از حزب سوسیال دموکرات قدیمی آلمان بود که مجله Widerstand را ویرایش می‌کرد.
اگرچه اعضای حزب نازی تحت رهبری آدولف هیتلر در پروژه ملی بلشویک نیکیش شرکت نکردند و معمولاً بلشویسم را با اصطلاحات منفی منحصراً به عنوان توطئه یهودیان ارائه می‌کردند، در اوایل دهه ۱۹۳۰ میلادی تمایلی موازی در حزب نازی وجود داشت که از دیدگاه‌های مشابه حمایت می‌کرد. این با چیزی که به عنوان اشتراسریسم شناخته می‌شود نشان داده شد. گروهی به رهبری هرمان ارهارت، اوتو اشتراسر و والتر استنس در سال ۱۹۳۰ جدا شدند و اتحادیه مبارزه با ناسیونال سوسیالیست‌های انقلابی را که معمولاً به عنوان جبهه سیاه شناخته می‌شود، تأسیس کردند.
پس از جنگ جهانی دوم، حزب رایش سوسیالیست تأسیس شد، که ایدئولوژی نئونازی را با سیاست خارجی منتقد ایالات متحده و حمایت از اتحاد جماهیر شوروی، که این حزب را تأمین می‌کرد، ترکیب کرد.

## بلشویسم ملی روسیه

### جنگ داخلی روسیه
با ادامه جنگ داخلی روسیه، تعدادی از سفیدپوستان برجسته به سمت بلشویسم رفتند زیرا آنها تنها امید برای بازگرداندن عظمت به روسیه می‌دانستند. در میان آنها پروفسور نیکولای اوستریالف، در ابتدا ضدکمونیست بود، که معتقد بود بلشویسم می‌تواند برای اهداف ملی گرایانه اصلاح شود. پیروان او، Smenovekhovtsy (نامگذاری شده از مجموعه مقالاتی که وی در سال ۱۹۲۱ منتشر کرد) Smena vekh (روسی: تغییر نقاط عطف)، خود را بلشویک‌های ملی قلمداد کردند و این اصطلاح را از نیکیش وام گرفتند.

### حزب بلشویک ملی
حزب ملی بلشویک کنونی (NBP) در سال ۱۹۹۲ میلادی به عنوان جبهه ملی بلشویک، تلفیقی از شش گروه کوچک تأسیس شد. این حزب همیشه توسط ادوارد لیمونوف رهبری می‌شد. لیمونوف و دوگین سعی کردند رادیکال‌های چپ افراطی و راست افراطی را در یک بستر متحد کنند. با توجه به این که دوگین ملی بلشویک‌ها را نقطه ای بین کمونیست‌ها و فاشیست‌ها می‌داند و مجبور است در حومه هر گروه عمل کند. سیاست‌ها و اقدامات اولیه گروه نشان دهنده هم راستایی و همدلی با گروه‌های ملی گرای رادیکال است، هرچند در حالی که هنوز اصول یک نوع مارکسیسم را حفظ می‌کرد که دوگین آن را مارکس منفرد فوئرباخ، یعنی منکر تکامل گرایی و گاه اومانیسم بی‌اثر ظاهر می‌کرد؛ اما شکافی در دهه ۲۰۰۰ رخ داد که این امر را تا حدودی تغییر داد. این باعث شد که حزب در طیف سیاسی روسیه به سمت چپ حرکت کند و منجر به محکومیت اعضای این حزب به عنوان فاشیست توسط دوگین و گروه او شود. دوگین بعداً روابط نزدیکی با کرملین برقرار کرد و به عنوان مشاور مقام ارشد روسی سرگئی ناریشکین خدمت کرد.